# Harmonia (游戏)
《Harmonia》是Key於2016年9月23日发售的視覺小說類型美少女游戏，是Key15周年纪念作品。被归类为“视觉小说”，讲述了人造人的男主角与两位少女相遇并了解了真正的感情的故事。

## 故事
这是一个未来故事。一场巨大的战争使世界充滿汙染。灰烬覆盖了天空，土地沒有植被，水源也乾涸了。人口因此急遽減少，剩下的人类挤在一起生存。在此期間，一個擁有感情機能的機器人少年在破敗的工廠中甦醒了。
在戰爭之前，科學創造了這些能體驗感情的仿生機器人。然而，醒來不久機器人意識到它自己的感情機能沒有運作，而且它的右手沒有仿生皮膚。而與人類相伴是這位機械少年的願望。於是它踏上了取回丟失感情的旅途。
該仿生機器人來到一座城鎮郊區時，被一位少女詩音那（聲優：水橋香織）所發現，她將它帶到她所居住的臨時搭建小鎮教堂中，該名少女將這位無名的仿生機器人命名為「黎」。為了回報她，「黎」決定修復壞掉的音樂盒。而當「黎」去圖書館找如何維修的書籍時，遇見一位一直在哭泣的少女提比（聲優：久野美咲）。

## 制作與發行
該遊戲的企劃由曾擔任過《Kud Wafter》企劃的魁負責，角色設計方面由曾擔任過《Little Busters!》的角色原畫的樋上至負責角色設計，而音樂方面由為《AIR》鳥之詩譜曲的折戶伸治与負責。該遊戲的片頭曲由曾演唱過電視動畫《Little Busters!～Refrain～》片尾曲《你與我的遺失物》（君とのなくしもの）的北澤綾香負責。片尾曲由霜月遙負責演唱。
《Harmonia》是繼《星之夢》後的第2部Kinetic Novel，也是Key慶祝成立15周年纪念作品，於2015年10月添加Steam Greenlight。游戏原定于2015年年内发行，但數度延遲。於2016年9月23日推出支援Windows的Steam遊戲，同年12月的Comiket 91活動上販售日語版。初回限定版預定於2017年5月26日發售。Visual Art's馬場隆博曾被問到為何《Harmonia》英文版在日文版之前發行，他表示：「因為想知道世界的人，特別是英語圈的人的反應。」

## 音乐
《Harmonia》的片頭曲為，由北泽绫香演唱；折户伸治作曲；塚越雄一朗（NanosizeMir）編曲；片尾曲為，由霜月遙演唱；竹下智博作曲；Meeon編曲，以上兩首主題曲均由魁作词。單曲於2015年4月11日推出，該單曲於先前「Key 15th Fes.」活動中販售過。

## 外部連結
- 官方網站（页面存档备份，存于）key（日語）
- 《Harmonia》在視覺小說數據庫的頁面 （英文）